# Mur obwodowy w Moingt
Mur obwodowy w Moingt – pozostałości północnego muru obwodowego oraz brama z basztą i częścią muru od południa. Od 23 listopada 1982 roku posiada status monument historique, w kategorii classé (zabytek o znaczeniu krajowym).  

## Lokalizacja
Mur obwodowy znajduje się w centrum dawnej miejscowości Moingt (obecnie część Montbrison). 

## Opis i historia
Wieża i zachowana brama pochodzą z XIII wieku. Świadczy o tym użyty materiał, spiczasty kształt bramy zwieńczonej łukiem zbliżonym do łuku okrągłego. Widać splatanie się kamieni użytych do budowy bramy i wieży, co świadczy o powstaniu w tym samym czasie.  
Zachowane części wałów w istniejących domach, czy piwnicach sugerują odmienny styl konstrukcji. Mogła być to pierwsza wersja murów, lub inna forma obwarowań, której ściany zostały wsparte nasypem. 
Wieża i sama brama przeszły liczne przebudowy. Początkowo wieża miała dwa poziomy (parter i piętro). Drzwi wejściowe do wieży były umieszczone na poziomie wału (obecnie zamurowane). Pierwsza modyfikacja wieży polegała na podwyższeniu jej o 3 metry, a górne części wałów wyposażono w otwory strzelnicze.  
W XIX wieku pod kierownictwem architekta Dulaca, odrestaurowano wieżę i pozostałości muru. Wieża otrzymała blanki, zegar i dach. 
Zgodnie z napoleońską księgą wieczystą mur liczył 100 metrów obwodu. Za wałem istniał rów o szerokości 26 metrów (jego pozostałości widoczne są w istniejących ogrodach). Za murem od strony wewnętrznej biegła ścieżka.   

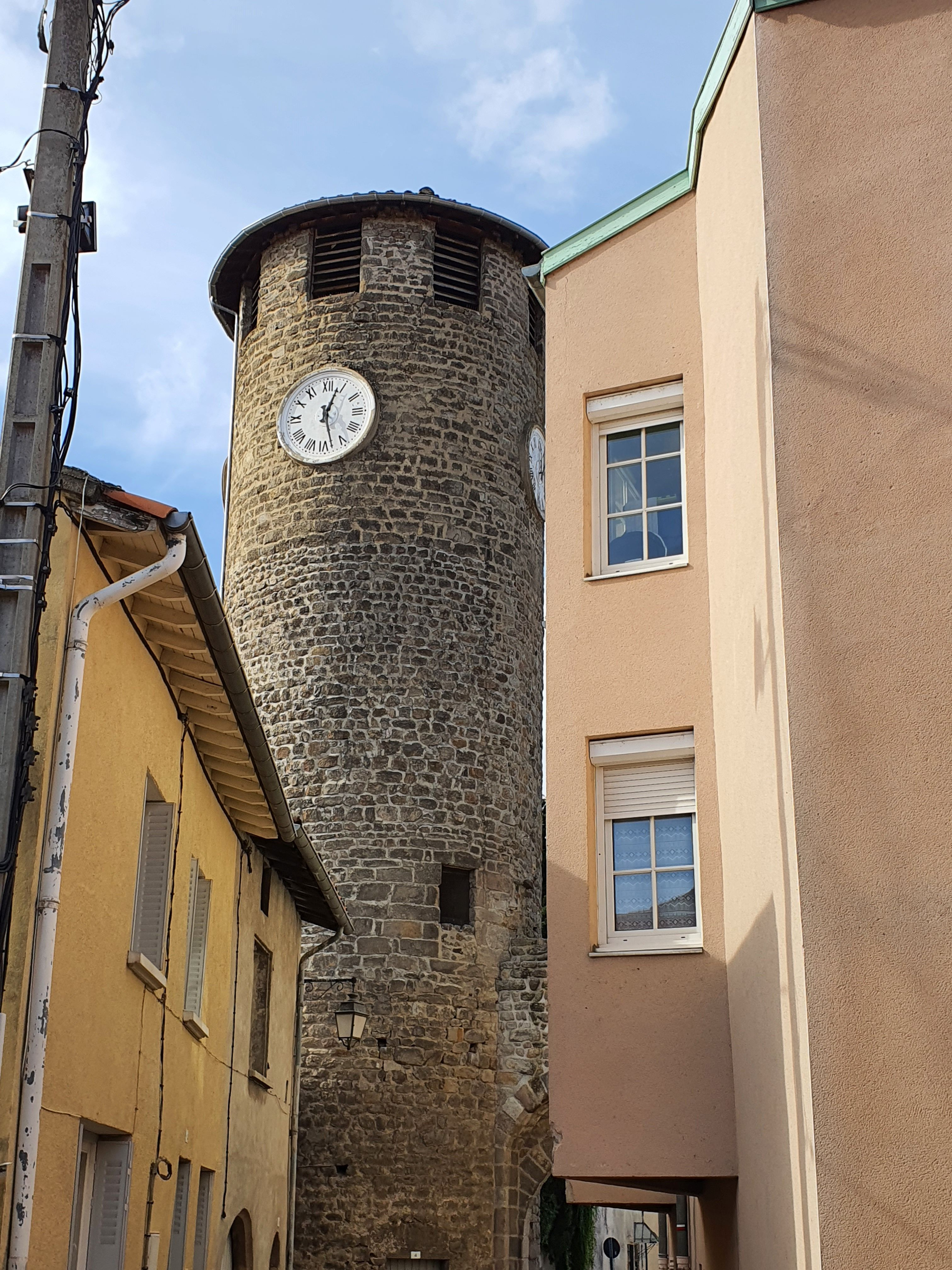
Wieża w Moingt
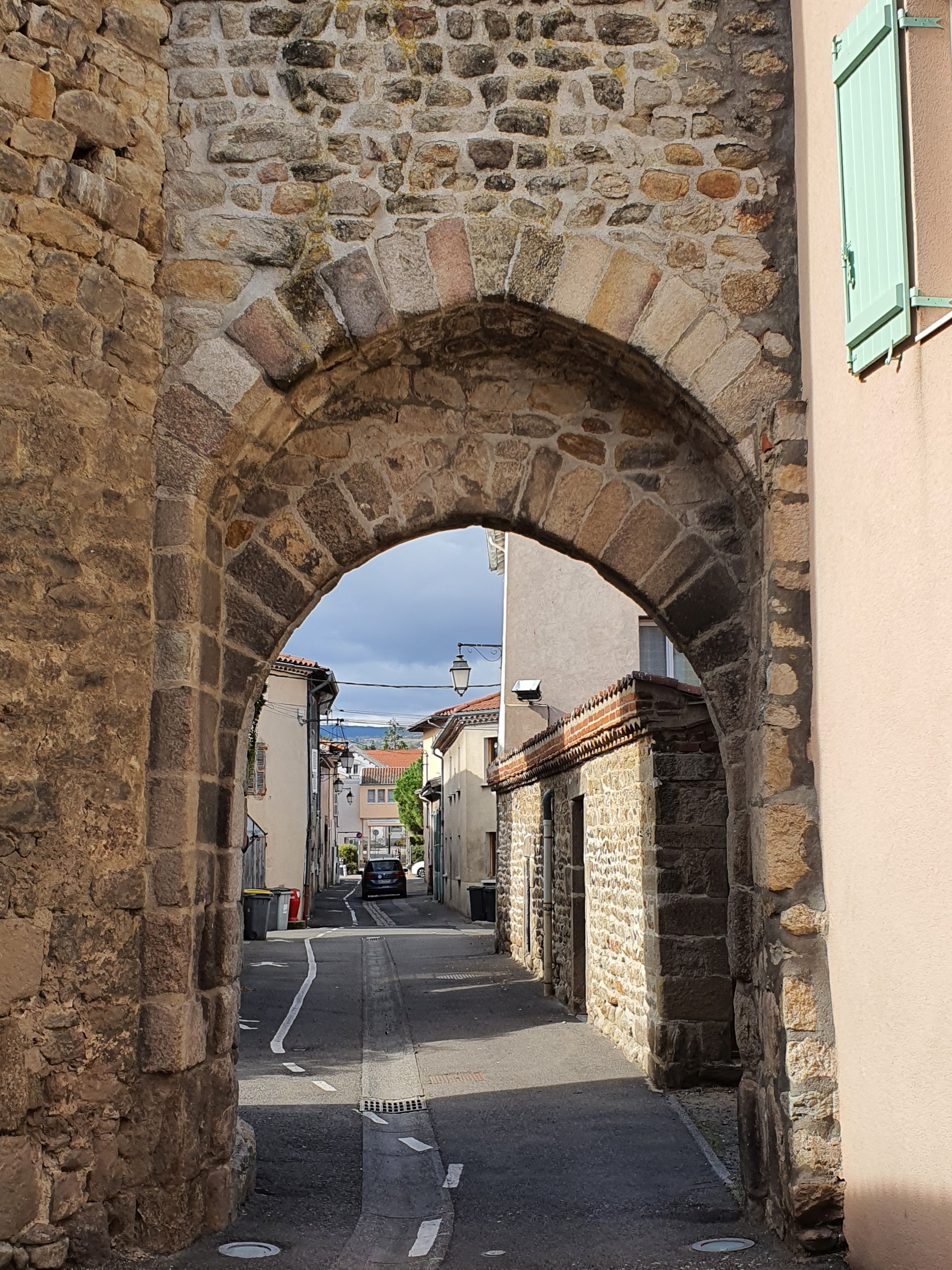
Brama w Moingt
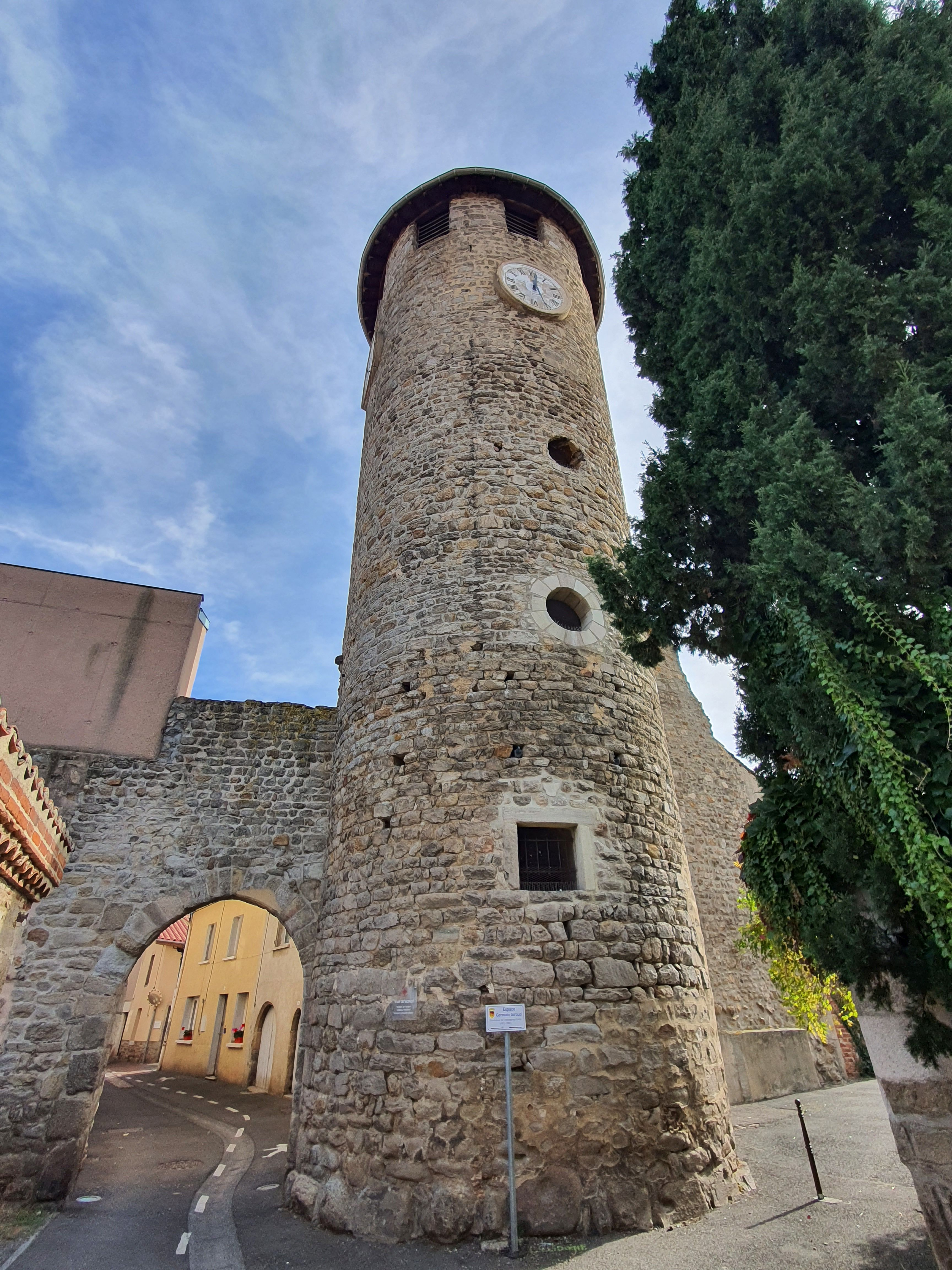
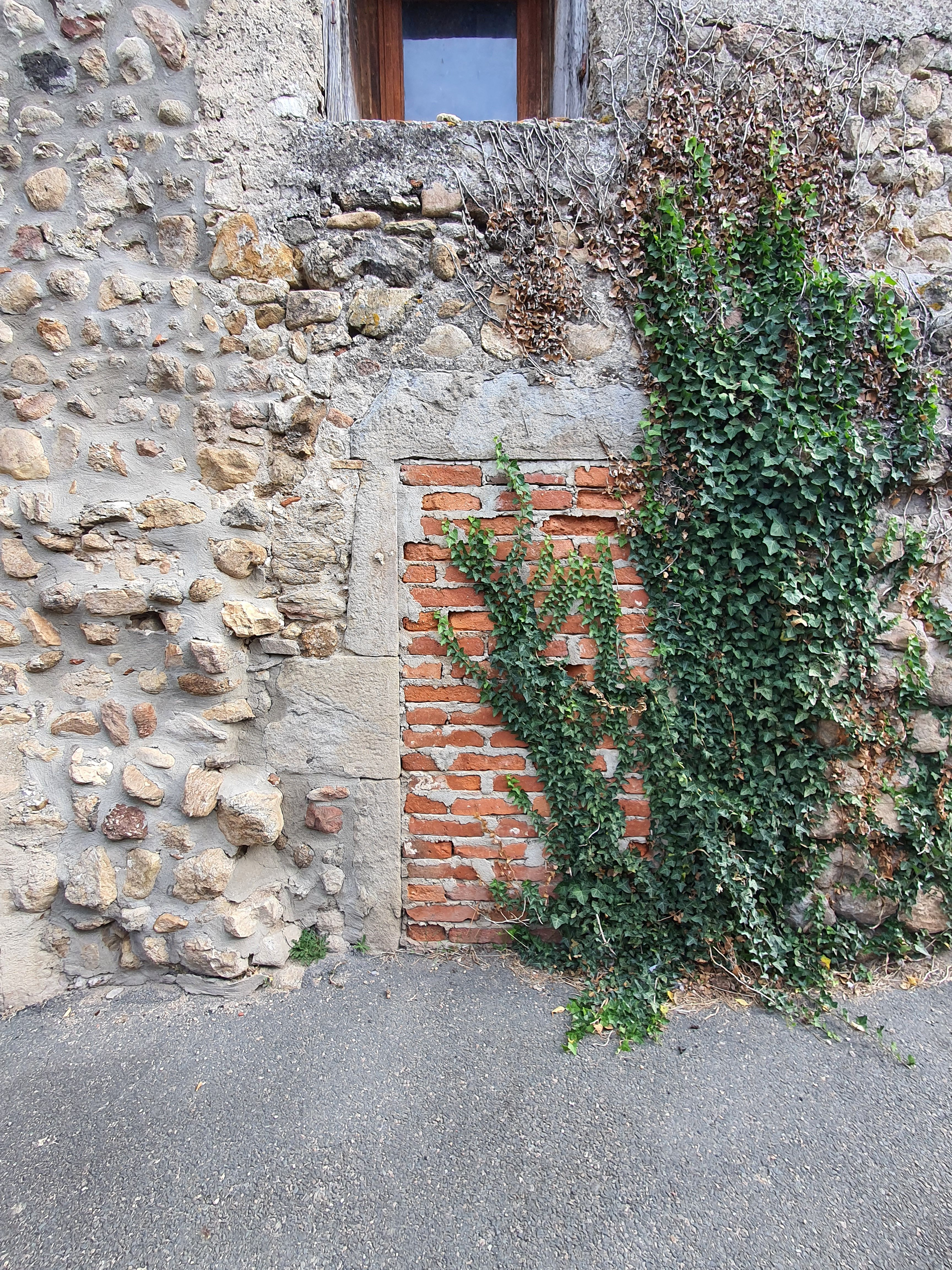
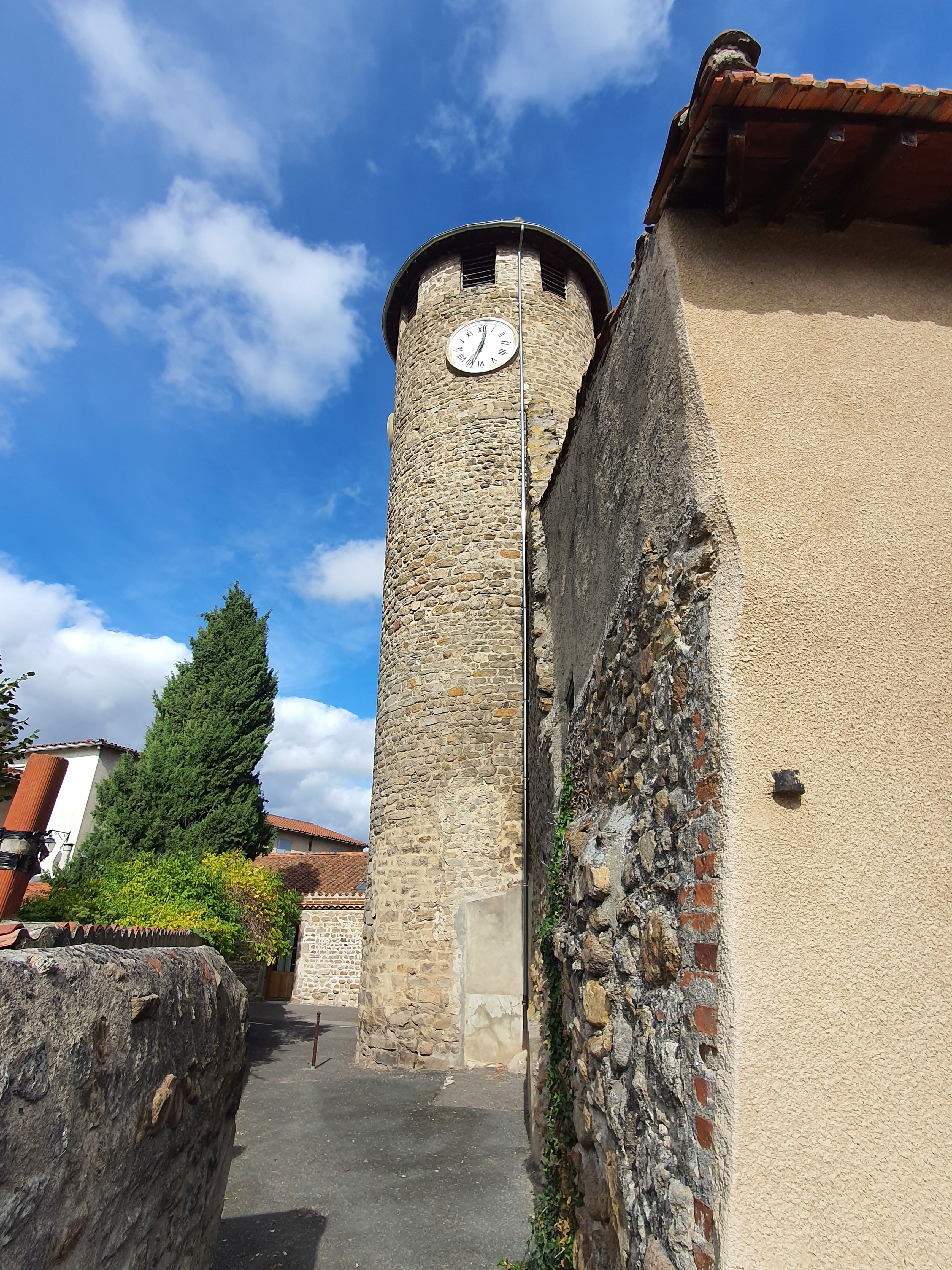
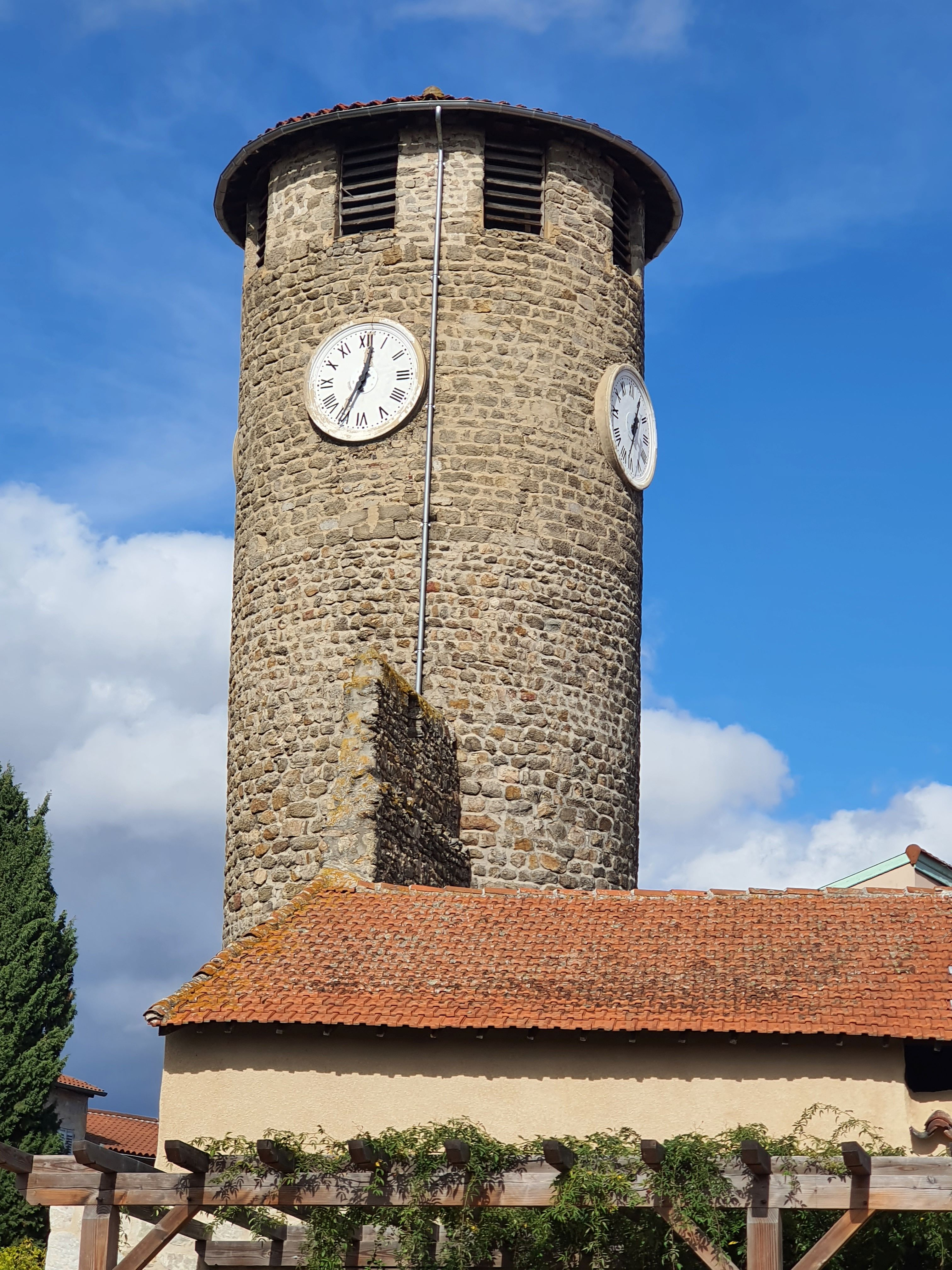